# Забелино (Нижегородская область)
Забе́лино — деревня в Арзамасском районе Нижегородской области России. Входит в состав Абрамовского сельсовета., население 131 человек на 2009 год (в 1985 году было 360).

## География
Деревня расположена в центре района, примерно в 7 км западнее райцетра Арзамас, высота над уровнем моря 116 м. Ближайшие населённые пункты — Абрамово в полукилометре западнее и практически примыкающее с востока Кичанзино.

## Население
| 1999 | 2002 | 2010 |
| ---- | ---- | ---- |
| 187  | ↘169 | ↘136 |

## Инфраструктура

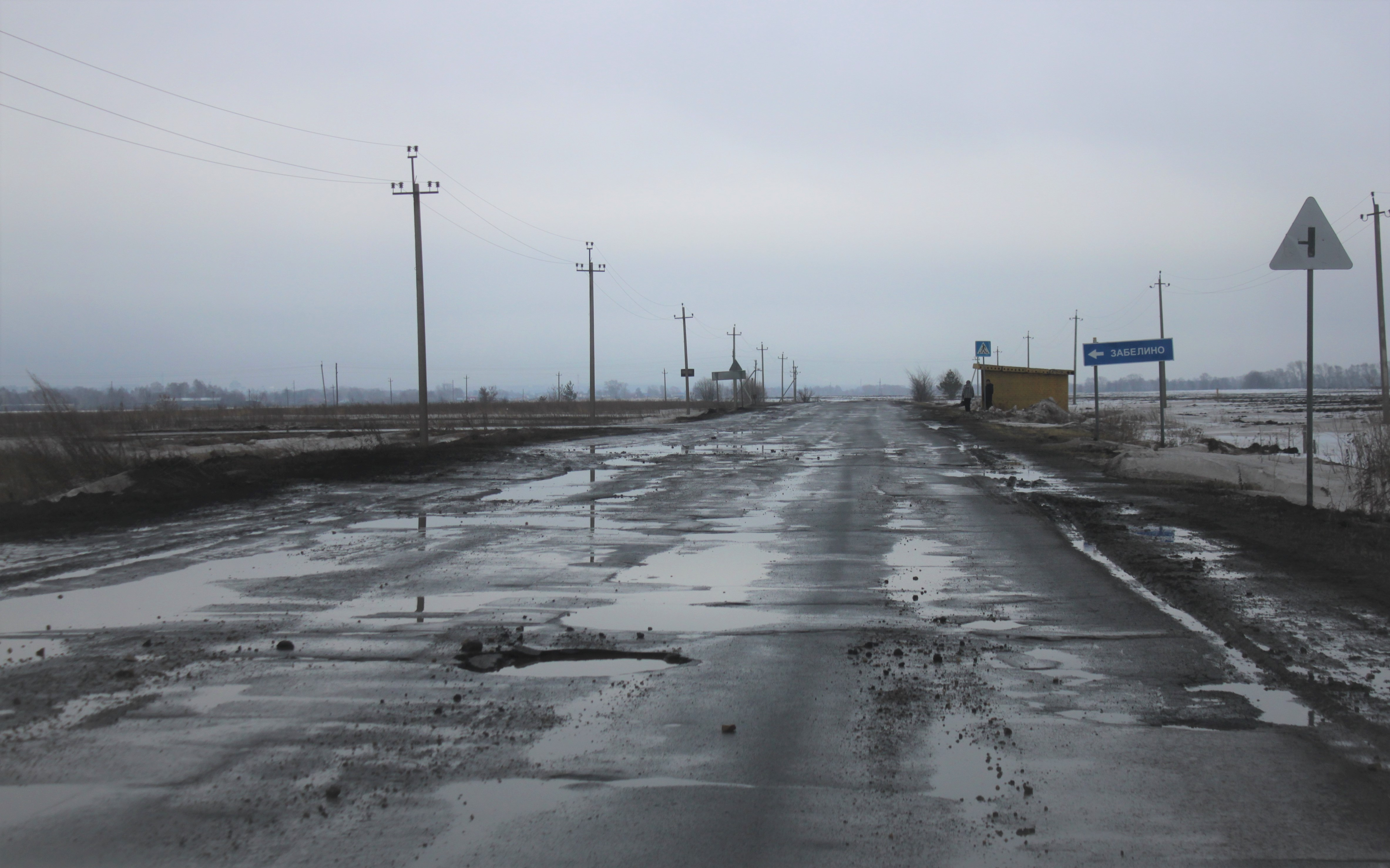
Поворот на Забелино, справа на фото автобусная остановка "Забелино"

В деревне три улицы — Восточная, Луговая, Полевая и Большая площадь. Работают клуб, магазин. С 1998 года деревня газифицирована, имеется водопровод, частично телефонизирована.
Остановка общественного транспорта находится в 600 метрах от деревни. Сообщение с районным центром и сельской администрацией обеспечивают 6 маршрутов пригородных автобусов.